# Hofanlage Höperhöfen 33

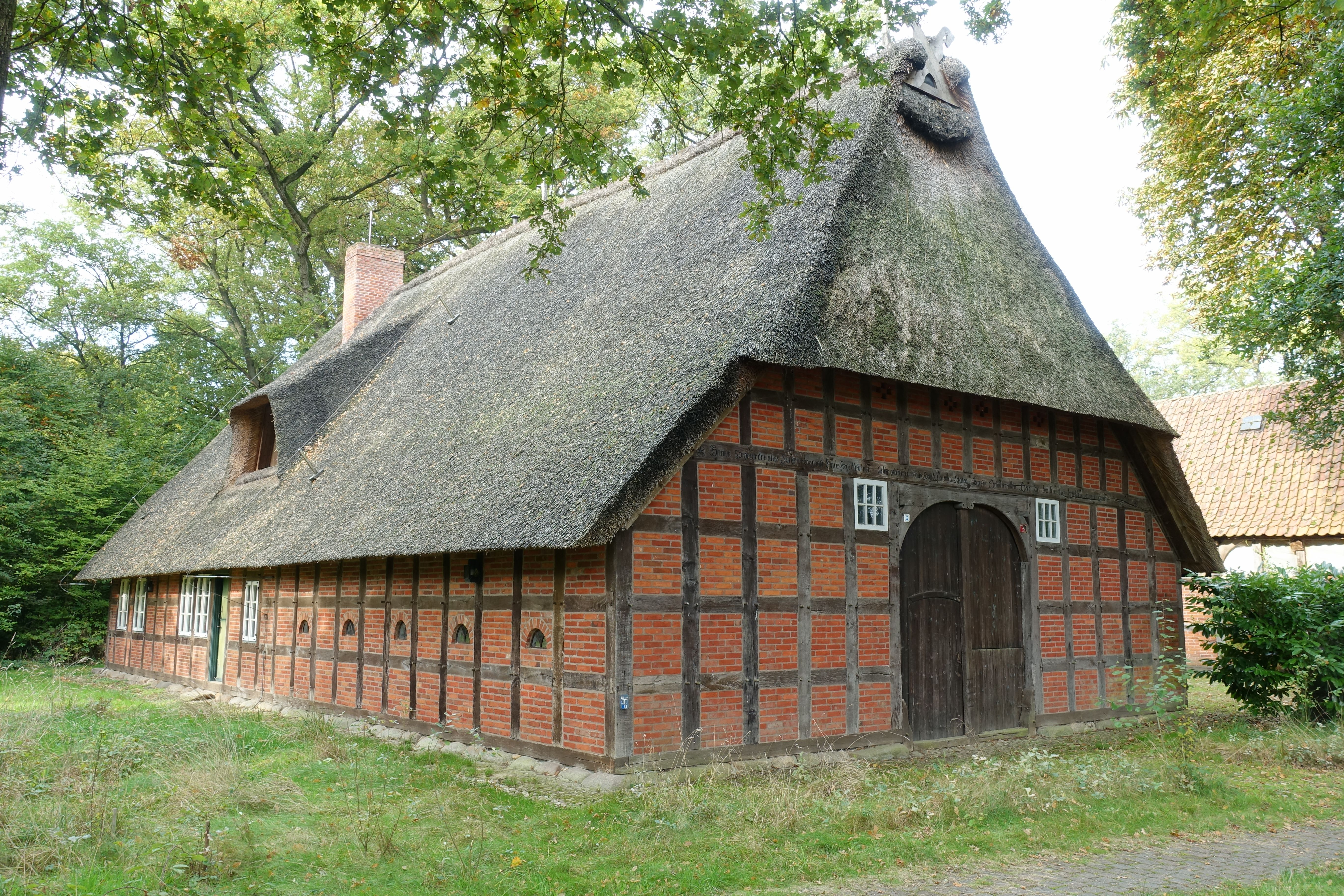
Wohn- und Wirtschaftsgebäude, Süd- und Ostfassade (2022)

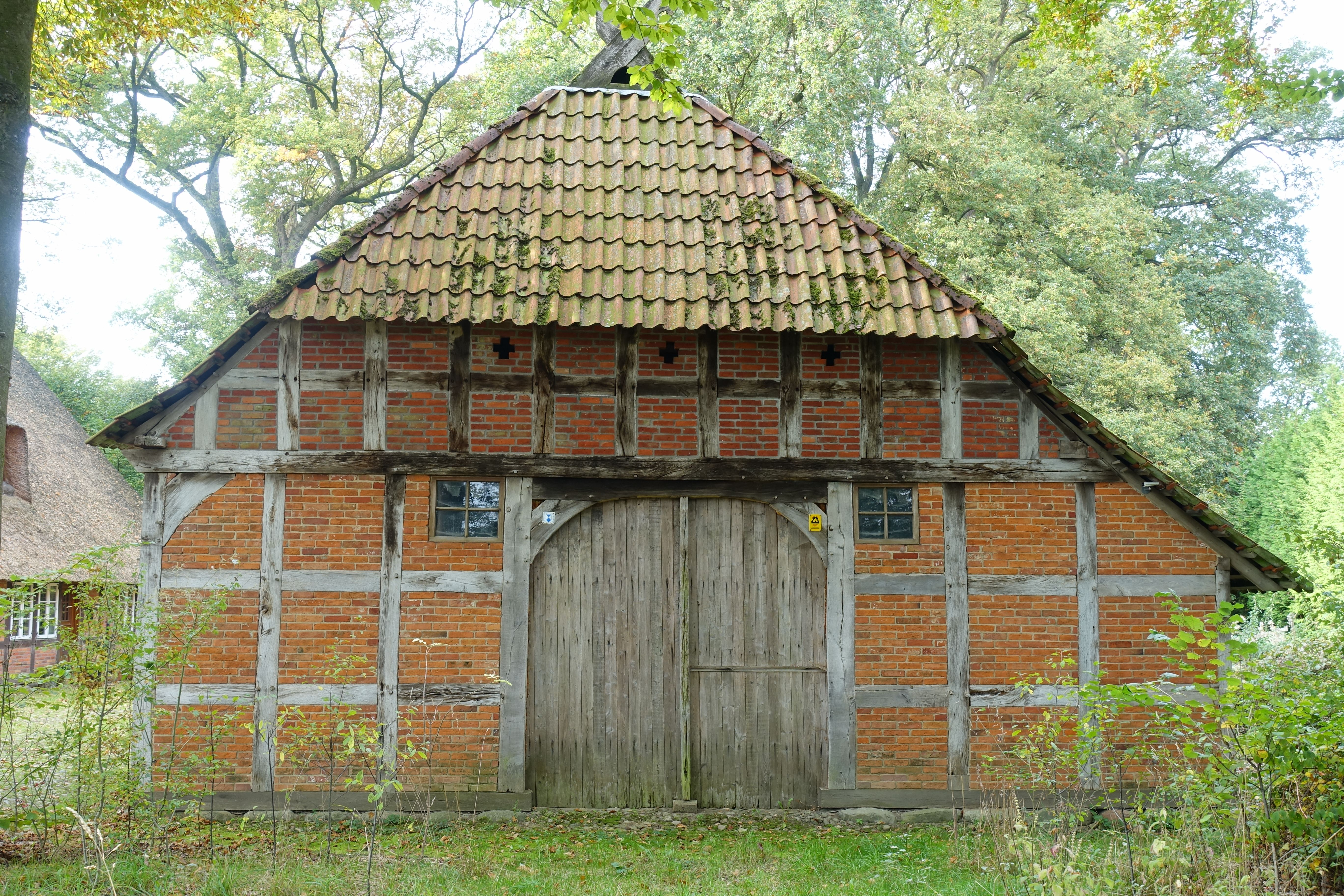
Scheune, Ostgiebel (2022)

Die Hofanlage Höperhöfen 33 in der niedersächsischen Gemeinde Bötersen, Ortsteil Höperhöfen, wurde im 18. und 19. Jahrhundert gebaut. Aktuell (2025) wird sie zum Wohnen und wohl landwirtschaftlich genutzt.
Die Gebäude stehen unter Denkmalschutz (siehe auch Liste der Baudenkmale in Bötersen).

## Geschichte und Beschreibung
Die Gemeinde Bötersen wurde 1340 erstmals erwähnt. Sie gehört seit 1974 zur Samtgemeinde Sottrum im Landkreis Rotenburg (Wümme). 
Die Hofanlage auf baumbestandenem Areal besteht aus
- dem eingeschossigen giebelständigen Wohn- und Wirtschaftsgebäude von 1637 (Inschrift) als Innengerüst, bzw. 1791 (Inschrift) als Zweiständer-Hallenhaus in Fachwerk mit Steinausfachungen, reetgedecktem Krüppelwalmdach, Fledermausgaube, Niedersachsengiebel, Uhlenloch, Pferdeköpfen und Grooter Door mit Korbbogen aber ohne seitliche Stalltüren,[2]
- der eingeschossigen giebelständigen Scheune von um 1810 auf Sockel, in Fachwerk, mit Steinausfachungen, pfannengedecktem Krüppelwalmdach mit Uhlenloch, Pferdeköpfen, Grooter Door sowie zwei weiteren Quereinfahrten.[3]

Das Landesdenkmalamt befand u. a.: „… ortsgeschichtlicher, gebäudetypischer und ortsbildprägender Zeugniswert … .“